# Interactiva-predictiva
Interactiva-predictiva se refiere a un esquema iterativo de interacción Persona-ordenador, adecuado para procesos secuenciales. En cada paso, el resultado producido por la máquina es sometido a consideración por la persona.
Este resultado puede ser aceptado tal cual o corregido total o parcialmente por la persona. El proceso avanza secuencialmente hasta que el humano acepta la totalidad de los resultados de la máquina como correctos y da por finalizada la interacción.
El interés de este esquema de interacción radica en que cada corrección realizada por el humano puede permitir a la máquina mejorar sus resultados en posteriores pasos del proceso interactivo.
- Datos: Q5918843